# Golpe de Estado no Camboja em 1970
O golpe cambojano de 1970 refere-se à remoção do Chefe de Estado, o príncipe Norodom Sihanouk do Camboja, após uma votação na Assembleia Nacional em 18 de março de 1970. Os poderes de emergência foram posteriormente invocados pelo primeiro-ministro Lon Nol, que se tornou chefe de Estado efetivo e, em última análise, levou à proclamação da República Khmer no final daquele ano. É geralmente visto como um momento decisivo na Guerra Civil Cambojana. Não mais sendo uma monarquia, o Camboja foi semi-oficialmente chamado de "État du Cambodge" (Estado do Camboja) nos seis meses intervenientes após o golpe de Estado, até que a república foi proclamada. 
Também marcou o momento em que o Camboja tornou-se substancialmente envolvido na Segunda Guerra da Indochina, que Lon Nol emitiu um ultimato às forças norte-vietnamitas para deixar Camboja.

## Antecedentes
Desde a independência da França em 1954, o Camboja tinha sido liderado pelo príncipe Norodom Sihanouk, cujo movimento político Sangkum havia mantido o poder depois de vencer as eleições parlamentares de 1955. Em 1963, Sihanouk forçou a Assembleia Nacional a aprovar uma emenda constitucional que fez dele chefe de Estado sem mandato fixo. Ele manteve o poder interno através de uma combinação de manipulação política, intimidação, clientelismo, e cuidadoso equilíbrio dos elementos de esquerda e de direita dentro de seu governo; enquanto aplacava a direita com retórica nacionalista, se apropriou muito da linguagem do socialismo para marginalizar o movimento comunista cambojano, a quem chamava de Khmers Rouges ("Khmers Vermelhos").
Com a escalada da Segunda Guerra da Indochina, o ato de equilíbrio de Sihanouk entre esquerda e direita ficou mais difícil de manter. O contrabando transfronteiriço de arroz também começou a ter um sério efeito sobre a economia do Camboja.  Nas eleições do Camboja de 1966, a habitual política do Sangkum de ter um candidato em cada distrito eleitoral foi abandonada; houve um grande movimento à direita, especialmente porque os deputados esquerdistas tiveram que competir diretamente com os membros da elite tradicional, que foram hábeis em usar sua influência local.  Apesar de alguns comunistas dentro do Sangkum - tais como Hou Yuon e Khieu Samphan - escolhidos para permanecer, a maioria dos esquerdistas foram derrotados. Lon Nol, um direitista que havia sido um associado de longa data de Sihanouk, tornou-se primeiro-ministro.
Por volta de 1969, Lon Nol e os direitistas estavam cada vez mais frustrados com Sihanouk. Embora a base para tal fosse em parte econômica, as decisões políticas também estavam incluídas. Em particular, as sensibilidades nacionalistas e anticomunistas de Lon Nol e de seus associados significava que a política de Sihanouk de semi-tolerância para a atividade do Viet Cong e do Exército do Povo do Vietnã dentro das fronteiras do Camboja era inaceitável; Sihanouk, durante o seu movimento à esquerda em 1963-1966, tinha negociado um acordo secreto com Hanói pelo qual, em troca da garantia de compra de arroz a preços inflacionados, o porto de Sihanoukville seria aberto para as transferências de armas para os vietcongues. Assim como os nacionalistas de direita, os elementos liberais de modernização dentro do Sangkum, liderados por In Tam, também se tornaram cada vez mais alienados pelo estilo autocrático de Sihanouk.
Há evidências de que durante 1969, Lon Nol se aproximou do estabelecimento militar dos Estados Unidos para medir um apoio militar para alguma ação contra Sihanouk.  A nomeação do príncipe Sisowath Sirik Matak por Lon Nol como vice-primeiro-ministro - um nacionalista amigável aos Estados Unidos e líder da comunidade empresarial cambojana  - foi suposto ter sugerido que Sihanouk deveria ser assassinado, apesar de Lon Nol rejeitar esse plano como "insanidade criminal". O próprio Sihanouk achava que Sirik Matak (que ele caracterizava como um pretendente rival invejoso ao trono do Camboja) era apoiado pela Agência Central de Inteligência (CIA), e em contato com o exilado adversário de Sihanouk, Son Ngoc Thanh, foi sugerido um plano de golpe para Lon Nol em 1969.  O envolvimento da CIA na tentativa de golpe ainda não foi provado, e Henry Kissinger afirmou mais tarde que os eventos tomariam o governo dos Estados Unidos de surpresa, mas parece provável que, pelo menos, alguns agentes da inteligência militar eram parcialmente culpados. 
Documentos desclassificados indicam que, até março de 1970, o governo de Nixon esperava angariar "relações amistosas" com Sihanouk.

## Derrubada de Sihanouk
Em março de 1970, enquanto Sihanouk estava viajando pela Europa, União Soviética e China, manifestações anti-vietnamitas em grande escala eclodiram em Phnom Penh. Multidões atacaram as embaixadas do Vietnã do Norte e do Viet Cong (Governo Revolucionário Provisório da República do Vietnã do Sul). Sihanouk inicialmente deu um certo nível de apoio aos manifestantes; ele esperava que Moscou e Pequim pressionassem o Vietnã do Norte para reduzir a sua presença no Camboja. De fato, tem sido até mesmo sugerido (por William Shawcross e outros) que Sihanouk e Lon Nol podem ter planejado as primeiras manifestações para ganhar influência política contra Hanói.
Os distúrbios, no entanto, escalaram para fora do controle do governo - embora isso foi provavelmente feito com um nível de incentivo de Lon Nol e Sirik Matak - e a embaixada foi saqueada. No interior, foi supostamente encontrado um "plano de contingência" pelos comunistas para ocupar o Camboja. Em 12 de março, Sirik Matak cancelou o acordo comercial de Sihanouk com o Vietnã do Norte; Lon Nol fechou o porto de Sihanoukville para os norte-vietnamitas e emitiu um ultimato impossível para eles: todas as forças da Frente Nacional para a Libertação do Vietnã (a.k.a. Viet Cong) e do Exército do Povo do Vietnã (a.k.a. Exército do Vietnã do Norte) deveriam se retirar do solo cambojano no prazo de 72 horas (em 15 de março) ou enfrentar uma ação militar.  Quando, na manhã de 16 de março, ficou claro que essa demanda não seria cumprida, cerca de 30.000 jovens se reuniram em frente a Assembleia Nacional em Phnom Penh, para protestar contra a presença vietnamita.
A partir deste momento, os eventos estavam a mover-se com rapidez crescente. No mesmo dia, o secretário de Estado da Defesa do Camboja, o coronel Oum Mannorine (cunhado de Sihanouk), estava previsto para ser questionado pelo legislativo nacional sobre alegações de corrupção; o processo foi adiado para ouvir as deliberações dos manifestantes. De acordo com Sihanouk, Mannorine recebeu informações de que Lon Nol e Sirik Matak estavam prestes a precipitar um golpe de Estado; um grupo de homens de Mannorine, sob o comando do chefe de polícia de Phnom Penh, Major Buor Horl, tentou prender os conspiradores, mas nessa altura era tarde demais. Mannorine, e outros importantes oficiais de segurança leais a Sihanouk, foram postos sob prisão. Após a Assembleia ser suspensa durante o dia, a mãe de Sihanouk - a Rainha Sisowath Kossamak - a pedido de Sihanouk, convocou Lon Nol e Sirik Matak ao Palácio Real e pediu-lhes para acabar com as manifestações. 
Parece ter havido algum momento durante 16 ou 17 de março, que Sirik Matak finalmente influenciou Lon Nol a remover Sihanouk do governo. Lon Nol, que até aquele momento poderia estar apenas esperando que Sihanouk encerrasse suas relações com o Vietnã do Norte, mostrou alguma relutância em tomar medidas contra o Chefe de Estado: para convencê-lo, Sirik Matak supostamente mostrou-lhe uma conferência de imprensa gravada em fita cassete de Paris, em que Sihanouk ameaçava executá-los em seu regresso a Phnom Penh.  No entanto, o primeiro-ministro permaneceu incerto, de modo que Sirik Matak, acompanhado por três oficiais do exército, finalmente obrigou Lon Nol a assinar os documentos necessários com uma arma.
No dia seguinte - 18 de março - o exército assumiu posições ao redor da capital, e um debate realizou-se dentro da Assembleia Nacional sob a direção de In Tam. Um membro da Assembleia (Kim Phon, posteriormente morto por manifestantes pró-Sihanouk em Kompong Cham) saiu do processo em protesto, embora não fosse prejudicado no momento. O resto da assembleia votou por unanimidade ao invocar o artigo 122 da Constituição cambojana, que retirou a confiança em Sihanouk. Lon Nol assumiu as competências de Chefe de Estado em caráter de emergência, enquanto a posição em si foi tomada pelo Presidente da Assembleia Geral, Cheng Heng. In Tam foi confirmado como presidente do Sangkum. O golpe havia, portanto, seguido formas essencialmente constitucionais ao invés de ser um golpe militar ostensivo. Estes eventos marcaram a fundação da República Khmer.

## Manifestações contra o golpe
Em 23 de março, Sihanouk (via Beijing Radio) apelou para uma revolta geral contra Lon Nol. Manifestações populares em grande escala exigindo o retorno de Sihanouk começaram em Kampong Cham, na província de Takeo, e na província de Kampot.  As manifestações em Kompong Cham tornaram-se particularmente violentas, com dois deputados da Assembleia Nacional, Sos Saoun e Kim Phon, sendo mortos pelos manifestantes em 26 de março depois que se dirigiram até a cidade para negociar. O irmão de Lon Nol, o oficial da polícia Lon Nil, foi atacado na cidade vizinha de Bet Tonle por trabalhadores das plantações e também foi morto.
As manifestações foram reprimidas com extrema brutalidade pelo exército cambojano; houve várias centenas de mortos e milhares de detenções. Algumas testemunhas falavam de tanques sendo usados contra multidões de civis desarmados. 

## Consequências
Após o golpe, as forças norte-vietnamitas invadiram o Camboja em 1970 a pedido do líder do Khmer Vermelho Nuon Chea. Estes eventos marcariam o início da Guerra Civil Cambojana que corroeu o regime de Lon Nol, apoiado pelo poder aéreo dos Estados Unidos contra o Khmer Vermelho e o Vietnã do Norte. O resultado final foi o voo de Lon Nol do Camboja, em 1975, logo antes de tomada do poder do Khmer Vermelho.